# Alek Thomas
Alek Thomas (Chicago, Illinois, 28 de abril de 2000) es un jugador profesional estadounidense-mexicano de béisbol que se desempeña en la posición de jardinero central en Arizona Diamondbacks, equipo de las Grandes Ligas de Béisbol (MLB).

## Carrera
En 2022, Thomas hizo su debut en la MLB con el equipo Arizona Diamondbacks, donde lleva jugando cuatro temporadas.